# Tulok
A tulok (Bos) az emlősök (Mammalia) osztályának párosujjú patások (Artiodactyla) rendjébe, ezen belül a tülkösszarvúak (Bovidae) családjába és a tulokformák (Bovinae) alcsaládjába tartozó nem.

## Rendszerezés
A nembe az alábbi 7 élő faj és 5 fosszilis faj tartozik:
- †Bos acutifrons Lydekker, 1878
- †Bos baikalensis
- †Bos buiaensis
- gayal (Bos frontalis) Lambert, 1804 - korábban azonosnak tartották a gaurral, 2003 óta külön faj
- gaur (Bos gaurus) (Smith, 1827)
- házi jak (Bos grunniens) Linnaeus, 1766 - 2003 óta az ICZN külön binomiális névvel illeti[3][4]
- banteng (Bos javanicus) d'Alton, 1823
- vadjak (Bos mutus) Przewalski, 1883 - a házi jak őse, viszont külön fajnak tekintik[5][3]
- †Bos palaesondaicus (Dubois, 1908)[6][7][8]
- kouprey (Bos sauveli) Urbain, 1937
- †őstulok (Bos primigenius) (Bojanus, 1827) - a szarvasmarha őse, viszont 2003-tól külön fajnak tekintik[9][10]
- szarvasmarha (Bos taurus) Linnaeus, 1758 - az őstulok háziasított leszármazottja, azonban manapság külön binomiális névvel illetik[11][12]

A fenti fajokat egyes rendszerezők a következő négy alnembe osztják szét: Bos, Bibos, Novibos és Poephagus. Azonban ha felosztjuk efféleképpen ezt a nemet anélkül, hogy a Bison-t ne tegyük ide, feltételezhető, hogy parafiletikus csoportot kapunk, azaz olyan taxonómiai csoportosítást kapunk, melyben a csoport tagjai visszavezethetők egy közös ősre, viszont a csoport maga nem tartalmazza annak a bizonyos legközelebbi közös ősnek az összes leszármazottját.

## Fordítás
- Ez a szócikk részben vagy egészben  a   Bos című angol Wikipédia-szócikk ezen változatának fordításán alapul.  Az eredeti cikk szerkesztőit annak laptörténete sorolja fel. Ez a jelzés csupán a megfogalmazás eredetét és a szerzői jogokat jelzi, nem szolgál a cikkben szereplő információk forrásmegjelöléseként.